# ТУ1
ТУ1 (тепловоз узкоколейный, 1-й тип) — четырёхосный грузо-пассажирский магистральный узкоколейный тепловоз c электрической передачей постоянного тока, построен Калужским машиностроительным заводом в 2 экземплярах в 1954 году. Был первым советским узкоколейным тепловозом для железных дорог колеи 750 мм, фактически прототипом ТУ2.

## История создания и выпуска
В начале 1950-х годов согласно «Плану реконструкции тяги» на Советских железных дорогах и для работы на строящихся узкоколейных железных дорогах на целинных землях ПКБ ЦУМЗ был дан приказ разработать, на Калужском машиностроительном заводе — построить опытный образец узкоколейного тепловоза. Кроме работы в районах освоения целинных земель, тепловоз предполагалось использовать на узкоколейных железных дорогах МПС для замены паровозов Гр, серии П24 и др. В это время на железных дорогах широкой колеи уже начали поступать серийно изготавливаемые тепловозы. Электрическая передача отлично зарекомендовала себя на локомотивах широкой колеи, поэтому в основу нового узкоколейного локомотива лёг тепловоз с электропередачей.
Уже к июлю 1955 года Калужский завод изготовил первый экземпляр тепловоза, который получил обозначение МКУ-001, позднее получивший наименование ТУ1‑001. Вскоре был выпущен и второй локомотив. После испытаний стало ясно, что тепловоз к серийному выпуску непригоден. С существенными изменениями в силовой установке и электропередаче тепловоз стал выпускаться под обозначением ТУ2.

## Конструкция
Поскольку тепловоз создавался, прежде всего, для вождения поездов, решено было применить кузов вагонного типа с двумя кабинами управления, чтобы не разворачивать локомотив на конечных станциях. Кузов опирался на две двухосные тележки с двухступенчатым рессорным подвешиванием.
В качестве силовой установки было решено применить 12‑цилиндровый V‑образный дизельный двигатель 1Д12‑300 мощностью 300 л. с., который удовлетворял всем требования мощностных и массо-габаритных характеристик. Передача крутящего момента от вала дизеля через муфту осуществлялась на главный генератор ПН-1750 постоянного тока со смешанным возбуждением. На тележках тепловоза были установлены четыре тяговых электродвигателя ДК806А м последовательным возбуждением с индивидуальным приводом на каждую ось.

## Эксплуатация
Первый тепловоз ТУ1 в 1956 г. был передан сначала на Южно-Уральскую детскую железную дорогу, а затем в 1957 г. на Киевскую детскую железную дорогу, где проработал до 1992 года, после чего в 1999 году был порезан на металлолом. Второй тепловоз ТУ1 работал на Ташкентской детской железной дороге, после чего также был сдан в металлолом.